# Алчалы (Азербайджан)
Алчалы (азерб. Alçalı) — село в административно-территориальной единице Гылынджлы Кельбаджарского района Азербайджана.

## География
Расположено в предгорной территории.

## История
На территории Кельбаджарского района есть 3 села Алчалы: в административно-территориальной единицах Гылынджлы, Дашбулаг и Гюняшли. Эти деревни названы так потому, что они расположены на территориях, изобилующих алычовыми деревьями.
В ходе Карабахской войны село перешло под контроль непризнанной НКР, под контролем которой село находилось до ноября 2020 года.
25 ноября 2020 года на основании трёхстороннего соглашения между Азербайджаном, Арменией и Россией от 10 ноября 2020 года Кельбаджарский район возвращён под контроль Азербайджана.

## Население
После армяно-азербайджанского конфликта, население села вынуждено было переселиться в разные районы Азербайджана.